# Berg (Wegberg)
Berg ist ein Ortsteil der Mittelstadt Wegberg im Kreis Heinsberg im Bundesland Nordrhein-Westfalen.

## Geografie

### Lage
Berg liegt nordöstlich von Wegberg außerhalb vom Grenzlandring.

### Nachbarorte
|         | Rickelrath                                  |       |
| Harbeck | Kompassrose, die auf Nachbargemeinden zeigt | Busch |
|         | Wegberg                                     |       |

## Geschichte
Die Ortschaft Berg gehörte in früherer Zeit zum Kirchspiel Beeck. Berg zählt mit großer Wahrscheinlichkeit zu den im Jahre 966 in einer Urkunde Otto des Großen erstmals genannten Orten „berge“, „richolferod“ und „wazzarlar“ (Wegberg-Berg, Rickelrath und Watern). Die Kapelle in Berg, nahe der Landesstraße gelegen, ein aus Backstein errichtetes Gebäude mit kleinem Dachreiter, ist der heiligen Brigida geweiht, wurde 1870 eingeweiht und diente in früherer Zeit als Wallfahrtskapelle.

## Infrastruktur
Im Industriegebiet haben sich leder-, eisen- und kunststoffverarbeitende sowie eisenveredelnde Betriebe niedergelassen. Aber auch ein Autohaus und Kleingewerbebetriebe sind anzutreffen.
Die AVV-Buslinie SB8 der WestVerkehr verbindet Berg wochentags mit Wegberg, Erkelenz und Niederkrüchten. Abends und am Wochenende kann der MultiBus angefordert werden.
| Linie | Verlauf |
| ----- | --- |
| SB8   | Schnellbus: Erkelenz Bf – Erkelenz Burg / Erkelenz ZOB – Holtum – Uevekoven – Wegberg – Harbeck – Berg – Rickelrath – Schwaam – Venheyde – Merbeck – Abzw. Tetelrath – Silverbeek – Niederkrüchten |

## Sehenswürdigkeiten
- St. Brigida Kapelle, als Denkmal Nr. 24

## Vereine
- Dorfgemeinschaft Berg
- Freiwillige Feuerwehr Wegberg, zuständig auch für die Ortschaft Berg